# Джей Бі Смув
Джері Брукс (англ. Jerry Brooks), більш відомий як Джей Бі Смув (англ. J. B. Smoove; 16 грудня 1964, Плімут, Північна Кароліна, США) — американський актор, сценарист і стендап-комедіант. Відомий за ролями в телесеріалах: «Стримай свій ентузіазм», «Довго і щасливо» та «Міллери в розлученні».

## Біографія
Смув народився в Плімуті, штат Північна Кароліна, і виріс у Маунт-Верноні, штат Нью-Йорк. Він скоротив своє ім'я, Джеррі Брукс, на «JB» і додав «Смув», вигадане прізвище, яке використовується під час перших виступів у стендап-камеді.

## Кар'єра
У Смува була постійна роль у телесеріалах " Всі ненавидять Кріса " та Saturday Night Live . У SNL він переважно працював сценаристом і знімався в деяких випусках. У нього була головна роль протягом другого та третього сезонів у телесеріалі « Довго і щасливо » з Бредом Гарреттом та Джоелі Фішер .
У липні 2010 року Смув став учасником шоу Russell Simmons Presents: Stand-Up at The El Rey на Comedy Central, а також у 2011 році з'явився в « Сімпсонах » в епізоді Angry Dad: The Movie, в « Американському папаші » та в « Зірвіголові » Кік Бутовський ».
У 2007 році Смув отримав регулярну роль, Леона Блека, в комедійному серіалі HBO « Стримай свій ентузіазм ». Він з'явився у фільмі « Муві 43 » у уривку «Пропозиція» разом з Анною Феріс та Крісом Преттом, а у 2013 році озвучив героя мультфільму « Смурфики 2 ». Джей Бі з'явився в серіалах " Касл ", " Луї ", " Поліція Чикаго ", " Міллери в розлученні " та багатьох інших.
Крім того, у 2013 році вийшло імпровізаційне шоу « Справжні чоловіки Голлівуду » за його участю, а також ток-шоу на каналі MSG під назвою JB Smoove: Four Courses .
Смув взяв участь у просуванні гри Call of Duty: Black Ops II, а в 2013 році озвучив персонажа GTA V, доктора Рея Де Анджело Харріса, провідного радіошоу Chakra Attack .

## Фільмографія
| Рік       |    | Українська назва                  | Оригінальна назва                | Роль                                  |
| --------- | -- | --------------------------------- | -------------------------------- | ------------------------------------- |
| 1993      | с  | Пізня ніч з Конаном О'Браєном     | Late Night with Conan O'Brien    | різні ролі                            |
| 1997      | ф  | Темна Конячка                     | Lesser Prophets                  | Чакі                                  |
| 1998      | ф  | Завтрішня нічь                    | Tomorrow Night                   | Мел, поштар                           |
| 1998      | с  | Закон і порядок                   | Law & Order                      | Левон                                 |
| 2001      | ф  | Путі Тенг                         | Pootie Tang                      | Траки                                 |
| 2002      | ф  | Мільйонер мимоволі                | Mr. Deeds                        | Рубен                                 |
| 2002—2003 | с  | Седрік «Розважальник» представляє | Cedric the Entertainer Presents  | різні ролі                            |
| 2003      | с  | Ед                                | Ed                               | Елвін                                 |
| 2003      | ф  | З тобою чи без тебе               | With or Without You              | Дарнелл                               |
| 2003      | ф  | Арбузне пограбування              | The Watermelon Heist             | Намберс                               |
| 2003—2005 | с  | Saturday Night Live               | Saturday Night Live              | різні ролі                            |
| 2004      | ф  | Газ                               | Gas                              | Ігнатіус                              |
| 2007—2024 | с  | Зменш свій ентузіазм              | Curb Your Enthusiasm             | Леон Блэк                             |
| 2007—2008 | с  | Всі ненавидять Кріса              | Everybody Hates Chris            | Менні                                 |
| 2008      | с  | Автолюбителі                      | Carpoolers                       | парковщик                             |
| 2008—2010 | с  | Довго і щасливо                   | 'Til Death                       | Кеннет Вестчестер                     |
| 2009      | ф  | Франкенхуд                        | Frankenhood                      | Леон                                  |
| 2009—2021 | мс | Американський тато!               | American Dad!                    | різні ролі                            |
| 2009      | с  | Касл                              | Castle                           | Норман Джессап                        |
| 2010      | ф  | Сезон ураганів                    | Hurricane Season                 | Сем, водій автобуса                   |
| 2010      | ф  | Шалене побачення                  | Date Night                       | таксист                               |
| 2010      | мс | Гленн Мартін                      | Glenn Martin, DDS                | Кортіс / дядько Декстер               |
| 2011      | мс | Сімпсони                          | The Simpsons                     | DJ Кванзаа                            |
| 2011      | ф  | Безшлюбний тиждень                | Hall Pass                        | Флетс                                 |
| 2011      | с  | В потоці з Эффіон Крокетт         | In the Flow with Affion Crockett | Татко                                 |
| 2011      | ф  | Ми купили зоопарк                 | We Bought a Zoo                  | містер Стівенс                        |
| 2011      | ф  | Нянь                              | The Sitter                       | Хуліо, поммічник Карла                |
| 2012      | мс | Чорний динаміт                    | Black Dynamite                   | Куртіс                                |
| 2012      | ф  | Думай, як чоловік                 | Think Like a Man                 | бармен                                |
| 2012      | с  | Схильність                        | Bent                             | Клем                                  |
| 2012      | ф  | Диктатор                          | The Dictator                     | похоронщик                            |
| 2012      | с  | Луі                               | Louie                            | могильник                             |
| 2012      | мс | Робоцип                           | Robot Chicken                    | Боско Баракус / Сатана                |
| 2012      | с  | Ліга                              | The League                       | Дерон                                 |
| 2013      | ф  | Фільм 43                          | Movie 43                         | Ларрі                                 |
| 2013      | ф  | Будинок з паранормальними явищами | A Haunted House                  | батько Кіши                           |
| 2013      | с  | Шоу Кролла                        | Kroll Show                       | баскетболіст                          |
| 2013      | с  | Пожежники Чикаго                  | Chicago Fire                     | сержант Прут                          |
| 2013      | ф  | Діло з ідіотами                   | Dealin’ with Idiots              | тренер Тед                            |
| 2013      | мф | Смурфики 2                        | The Smurfs 2                     | Хакус                                 |
| 2013      | тф | Очистити історію                  | Clear History                    | Джаспар                               |
| 2013      | вг | Grand Theft Auto V                | Grand Theft Auto V               | доктор Рей Де Анджело Харріс\|озвучка |
| 2013—2015 | с  | Міллери                           | The Millers                      | Рей                                   |
| 2014      | с  | Поліція Чикаго                    | Chicago P.D.                     | сержант Прут                          |
| 2014      | мс | Черепашки-ніндзя                  | Teenage Mutant Ninja Turtles     | Антон Зек / Бібоп                     |
| 2014      | ф  | Голі перці                        | Search Party                     | Берк                                  |
| 2014      | ф  | топ-5                             | Top Five                         | Сілк                                  |
| 2015      | мф | В пекло і назад                   | Hell and Back                    | демон Сел                             |
| 2016      | ф  | Перукарня 3                       | Barbershop: The Next Cut         | Уан-Стоп                              |
| 2016      | ф  | Різдво Меєрсів                    | Almost Christmas                 | Лонні                                 |
| 2017      | ф  | Король польки                     | The Polka King                   | Рон Едвардс                           |
| 2018      | ф  | Дядько Дрю                        | Uncle Drew                       | Анджело                               |
| 2019      | ф  | Людина-павук: Вдали от дома       | Spider-Man: Far From Home        | Джуліус Делл                          |
| 2019      | ф  | Кидки Хесуса                      | The Jesus Rolls                  | механік                               |
| 2019—н.ч. | мс | Харлі Квінн                       | Harley Quinn                     | растение Френк                        |
| 2021      | ф  | На рахунок три                    | On the Count of Three            | Лінделл                               |
| 2021      | ф  | Людина-павук: Додому шляху нема   | Spider-Man: No Way Home          | Джуліус Делл                          |